# (39640) 1995 GB7
(39640) 1995 GB7 là một tiểu hành tinh vành đai chính, with an absolute magnitude of 15.2. Nó được phát hiện qua chương trình tiểu hành tinh Beijing Schmidt CCD ở trạm Xinglong ở tỉnh Hồ Bắc, Trung Quốc ngày 4 tháng 4 năm 1995.